# Tony McNamara
Tony McNamara (Kilmore, 1º gennaio 1967) è uno sceneggiatore e regista australiano.

## Biografia
McNamara è nato a Kilmore, nello stato australiano di Victoria, ed è stato educato all'Assumption College Kilmore. Dopo aver lavorato nel settore della ristorazione e della finanza, ha deciso, durante una visita a Roma, di intraprendere una carriera da sceneggiatore. Ha così studiato scrittura al Royal Melbourne Institute of Technology e sceneggiatura alla Australian Film, Television and Radio School.

### Carriera
Dopo aver scritto vari episodi televisivi e opere teatrali, McNamara ha debuttato nel mondo del cinema sceneggiando e dirigendo il film The Rage in Placid Lake (2003), adattamento dell'opera teatrale The Café Latte Kid da lui stesso scritta. Nel 2015 ha sceneggiato e diretto il suo secondo lungometraggio, la commedia drammatica Ashby - Una spia per amico, interpretata da Mickey Rourke, Sarah Silverman ed Emma Roberts.
Oltre al suo lavoro nel cinema, ha lavorato come sceneggiatore per varie serie televisive australiane, tra cui The Secret Life of Us, Love My Way, Tangle, Puberty Blues e Doctor Doctor (di quest'ultima è stato anche il co-ideatore).
Nel 2018 McNamara ha sceneggiato, insieme a Deborah Davis, il film La favorita, diretto da Yorgos Lanthimos. Questo suo lavoro gli ha valso il plauso della critica e una candidatura all'Oscar alla migliore sceneggiatura originale e al Golden Globe per la migliore sceneggiatura. Nel 2024 arriverà un'altra candidatura all'Oscar, questa volta alla miglior sceneggiatura non originale, per un altro film di Lanthimos, "Povere Creature!", adattamento dell'omonimo romanzo di Alasdair Gray che quello stesso anno è nominato per 11 categorie (compreso Miglior Film) e porta a casa 4 premi (compreso Miglior Attrice a Emma Stone, che aveva già recitato ne La Favorita).

### Vita Privata
McNamara è sposato con l'attrice australiana Belinda Bromilow, che veste i panni di zia Elizabeth in The Great.

## Filmografia

### Sceneggiatore

#### Cinema
- The Rage in Placid Lake, regia di Tony McNamara (2003)
- Ashby - Una spia per amico (Ashby), regia di Tony McNamara (2015)
- La favorita (The Favourite), regia di Yorgos Lanthimos (2018)
- Crudelia (Cruella), regia di Craig Gillespie (2021)
- Povere creature! (Poor Things), regia di Yorgos Lanthimos (2023)
- I Roses (The Roses), regia di Jay Roach (2025)

#### Televisione
- All Together Now – serie TV, 1 episodio (1993)
- Big Sky – serie TV, 1 episodio (1997)
- The Secret Life of Us – serie TV, 12 episodi (2001-2005)
- Love My Way – serie TV, 7 episodi (2004-2007)
- Echo Beach – serie TV, 2 episodi (2008)
- Moving Wallpaper – serie TV, 1 episodio (2008)
- Rush – serie TV, 1 episodio (2008)
- Tangle – serie TV, 7 episodi (2009-2012)
- Spirited – serie TV, 3 episodi (2010-2011)
- Offspring – serie TV, 1 episodio (2011)
- Puberty Blues – serie TV, 7 episodi (2012-2014)
- Doctor Doctor – serie TV, 15 episodi (2016-2018) – anche co-ideatore
- The Great – serie TV, 1 episodio (2019)

### Regista
- The Rage in Placid Lake (2003)
- Ashby - Una spia per amico (Ashby) (2015)